# Kraftwerk Faimingen
Das Kraftwerk Faimingen ist ein Laufwasserkraftwerk der Obere Donau Kraftwerke AG an der Staustufe Faimingen und wird von der Bayerische Elektrizitätswerke GmbH betrieben.
Das Kraftwerk ging 1965 in Betrieb und ist Teil der Donau-Staustufe Faimingen bei Stromkilometer 2545,56. Das mit zwei Turbinensätzen ausgestattete Kraftwerk ist ausgelegt für eine Ausbauwassermenge von 240 m³/s. Zwei Kaplan-Turbinen treiben zwei Generatoren mit einer Gesamtnennleistung von 10,1 Megawatt mit einem entsprechenden Regelarbeitsvermögen des Kraftwerks von 61 Millionen kWh im Jahr. Die Einspeisung erfolgt auf der 20-kV-Ebene bei Netze BW GmbH. Das Wehr der Staustufe besteht aus drei Feldern und dem links angeordneten Krafthaus. Am rechten Ufer befindet sich eine Bootsgasse.
Während der Bauarbeiten kam es Anfang Mai 1964 bei einem Hochwasser zu einem Wassereinbruch in eine abgespundete Baugrube.